# 基希海姆 (图林根州)
基希海姆（德語：Kirchheim，發音：[ˈkɪʁçhaɪm] ⓘ）是德国图林根州伊尔姆县曾经的一个市镇，面积21.2平方千米，2017年12月31日人口为1,274人。2019年1月1日，基希海姆并入市镇阿姆特瓦克森堡。